# Janvier, Sabin et Cie
 (février 2013).
Si vous disposez d'ouvrages ou d'articles de référence ou si vous connaissez des sites web de qualité traitant du thème abordé ici, merci de compléter l'article en donnant les références utiles à sa vérifiabilité et en les liant à la section « Notes et références ».
Janvier, Sabin et Cie est un constructeur automobile français entre 1921 et 1928, fabricant des marques Musurus et Janvier.

## Histoire de l’entreprise
Lucien Picker fonde l’entreprise à Châtillon-sur-Bagneux en 1912. La première année, une voiture de course portant la marque Picker-Janvier a été créée. Janvier fabriquait principalement des moteurs, puis des automobiles complètes. Il commercialise les véhicules produits entre 1921 et 1922 sous la marque Musurus.
Après quelques années sans production automobile, des véhicules sont à nouveau produits entre 1926 et 1928, cette fois-ci commercialisés sous la marque Janvier. En plus de produire ses propres automobiles, Janvier fournit des moteurs intégrés à d’autres constructeurs automobiles.

## Véhicules

### Marque Picker-Janvier (1912)
Il s’agit d’une voiture de course qui a été utilisée sur le circuit du Mans en 1912.

### Marque Musurus (1921–1922)
Le Turc Musurus Bey était le commanditaire et l’homonyme de ces modèles.

### Marque Janvier (1926–1928)
La société a proposé les modèles à quatre cylindres 11 CV avec 1996 cc et 15 CV avec une cylindrée de 2983 cc.